# コンプリート・トム・ベル・セッションズ
コンプリート・トム・ベル・セッションズ (The Complete Thom Bell Sessions) は、1989年に発表されたエルトン・ジョンのアルバム。日本未発売。

## 解説
半引退状態であった1977年に製作され、お蔵入りとなっていた音源の商品化。フィリー・ソウルの大家であるプロデューサー、トム・ベルに委ねる形で製作されたミニアルバム。
当時は、様々なバージョンのシングルの発売に留まり、1979年に3曲入りのミニアルバム『トム・ベル・セッションズ』が発売されて終わったが、1989年に三曲追加されて日の目を見た。「愛の輝き」はこの後、製作される『シングル・マン』に別バージョンで収録されており、試行錯誤の時期であったことが伺われる。
「Are You Ready For Love」は2003年に、イギリスのクラブシーンで取り上げられ、夏から秋にかけてヒット。12インチ盤も含め、何枚もCD、レコードが再発され、多くのリミックスが製作された。製作から30年弱で、初のシングルチャート一位となる珍事となった。

## 収録曲
邦題は、70年代のシングル盤による。
1. ナイス・アンド・スロウ - Nice and Slow
2. カントリー・ラヴ・ソング - Country Love Song
3. 愛の輝き - Shine on Through
4. キャント・バイ・ユー・ラブ - Mama can't buy you love
5. 恋にご用心 - Are you ready for love
6. 恋愛事件 - Three way love affair

- 作詞　1：バーニー・トーピン、2：J・ジェファーソン、3：ゲイリー・オズボーン、4〜6：キャシィ・ジェイムズ
- 作曲　1,3：エルトン・ジョン、2：J・ジェファーソン、4〜6：リオイ・M・ベル、1,5：トム・ベル

## 参加ミュージシャン
- Thom Bell - Keyboards
- Tony Bell - Guitars, Backing Vocal
- Bobby Eli - Guitars
- Casey James - Guitar overdubs, Synthesizer overdubs
- Leroy M.Bell - Guitar overdubs
- Bob Babbit - Bass
- Charles Collins - Drums
- Larry Washington - Percussions
- M.F.S.B. - Strings & Horn
- Bill Lamb, Barbara Ingram, Carla Benson, Evette Benton, The Spinners - Backing Vocal

## 製作
- トム・ベル - Prducer, Arranger, Conductor
- ドン・マリー(Don Murray) - Chief Engineer
- ジョン・リード、スティーヴ・ブラウン、コニー・ヒルマン(Connie Hillman) - Management